# آیومی ایشیدا
آیومی ایشیدا (انگلیسی: Ayumi Ishida (actress)؛ زادهٔ ۲۶ مارس ۱۹۴۸) یک هنرپیشه، و خواننده اهل ژاپن است.